# 太田牛一
太田牛一（1527年—1613年）是日本戰國時代至江戶時代初期武將，通稱又助、和泉守，以貴重史料《信長公記》的作者聞名。他的名字日文讀音有多種說法。

## 生平
大永7年（1527年）出生於尾張國春日井郡山田荘安食村（今愛知縣名古屋市北區），原名定信，推測可能出身地方土豪，早年為成願寺的僧侶，還俗後成為尾張守護斯波義統的家臣。牛一追隨織田信長的時間不明，但可能是義統在天文23年（1554年）7月12日遭尾張守護代織田信友殺害後，隨義統遺兒斯波義銀一起投奔信長。
天文23年（1554年）擔任信長家臣柴田勝家旗下的足輕眾，於同年7月18日參加了對信友勢、有弔慰義統意義的安食之戰。之後因弓術出眾被信長納為直臣，成為三弓三鑓的近侍「六人衆」的一員，隨信長轉戰各地，並在永禄7年（1564年）攻略美濃齋藤家的堂洞城的二之丸時，因成功把箭射上高聳城樓屋頂的活躍表現，獲得信長褒獎而加封知行。
信長入主岐阜城後，牛一的角色似乎開始漸漸轉為行政官僚（吏僚），自永禄12年（1569年）到天正10年（1582年）的14年間都以丹羽長秀與力的身分負責京都寺社方面的行政業務。安土築城時牛一亦在城下分有宅邸，因此也產生了他在信長旗下擔任秘書的說法（惟此說缺乏信憑性）。本能寺之變後，牛一跟隨丹羽長秀並拜領2,000石，並在與柴田勝家的戰爭中留有隨長秀出陣阪本城的紀錄。天正13年（1585年）長秀過世，年近六旬的牛一也將家業讓與兒子隱居。
不過牛一很快就被豊臣秀吉重新起用，於天正17年（1587年）赴任京都南部再度負責寺院的檢地，在當年完成山城國加茂六郷的檢地。天正18年（1588年）以淀城為據點兼任南山城與近江國淺井郡的代官。大約在同時期的天正19年（1589年）起，留存下來的書信紀錄上的屬名開始改為牛一，但不清楚是為本能寺喪主或退隱之身而改名。
天正20年（1590年）隨秀吉一同前往肥前國名護屋，擔任調度人夫馬役的奉行，參與了名護城的築城工作，在稍後的文祿之役則做為名護城留守番眾而未渡海，文禄3年（1594年）時參與了明朝使節的接待並在同年返回大阪。文禄5年（1596年）5月9日擔任年僅三歲的豐臣秀賴初次進京的陪臣，同時向後陽成天皇進獻著書『太閤御代度々御進発之記』。慶長3年（1598年），雖已年過七十，但仍在3月舉行的醍醐花宴負責秀吉側室三之丸殿（京極龍子）的護衛工作，並在當月17日向醍醐寺三寶院的門跡（皇族、公專用家出家寺院的住持）義演口述了自信長到秀賴為止的紀錄與介紹。
秀吉死後繼續侍奉秀賴，在關原之戰後的慶長6年（1601年）向德川家康獻上了該戰的紀錄《關原合戰双紙》，之後仍繼續活躍於豐臣家的內政活動，慶長11年（1606年）成為南禪寺金地院的寺領地的代官，並負責了慶長16年（1611年）3月28日秀賴、家康二条城見面時的接應、供應工作。此外，在慶長12年（1607年）整理了自己包括《關原合戰双紙》的著作，合稱為《五代之軍紀》。
直到慶長15年（1610年）、84岁時仍有親筆書信、著書的紀錄，以當時的標準算是非常地長壽與強健；但仍在高齡感冒後開始虛弱，慶長18年（1613年）病逝於大阪城東南重臣屋敷區的大坂玉造，不過直到死前都未有再次隱居退休的紀錄。

## 子孫
牛一的嫡男又七郎牛次原本出仕秀賴家臣青木一重，在大阪之陣後曾一度轉仕藤堂高虎，不過最後仍回歸青木家的攝津麻田藩，子孫也以該藩藩士的身分存續。另一名兒子小又助則先後出仕丹羽家、織田信雄、丰臣秀吉，孫子宗谷時一度成為浪人，直到宽永18年（1641年）獲前田利常聘用，成為加賀藩藩士。

## 著作
太田牛一在他漫長的生涯中，以信長、秀吉、秀賴近臣的身分留下了十分詳實的軍紀與傳記，在戰國史研究上被視為第一手的史料文獻，在正確與可信度上與其他江戶時代成書，虛實參雜且會依儒家思想竄改史實的軍紀物有著決定性的差別。在寫作上，牛一在談及人的行為、戰爭與生死時，表現出宿命論的「天道所定」觀，對於信長苛烈的虐殺行為，牛一也僅是平實、淡然地加以紀錄。此外，他對安土城的詳細描述，也為後世的復原研究提供了寶貴的線索。
牛一的主要著作：
- 《信長公記》（又名「信長記」、「安土記」、「安土日記」）
- 《太田牛一雑記》（又名《大かうさまくんきのうち》）
- 《関原合戦双紙》（又名《太田和泉守記》、《内府公軍記》）
- 《高麗陣日記》
- 《関東軍記》
- 《別本御代軍記》（又名《太田牛一旧記》）
- 《太閤御代度御進発之記》
- 《豊国大明神臨時御祭礼記録》
- 《今度之公家草紙》（又名《猪熊物語》）
- 《新門跡大坂退散之次第》

## 登場作品
小説
- 《信長之棺》（信長の棺），作者加藤廣

電視劇
- 《信長之棺》，演員：第9代松本幸四郎

漫畫、動畫
- 《織田肉桂信長》（織田シナモン信長）